# Wenisław Antow
Wenisław Georgiew Antow, bułg. Венислав Георгиев Антов (ur. 6 kwietnia 2004 w Montanie) – bułgarski siatkarz, reprezentant Bułgarii, grający na pozycji atakującego.

## Sukcesy klubowe
Mistrzostwo Bułgarii:
- 2024[5], 2025[6]
- 2021, 2023

Superpuchar Bułgarii:
- 2023[7], 2024[8]

Puchar Bułgarii:
- 2025[9]

## Sukcesy reprezentacyjne
Mistrzostwa Europy Kadetów:
- 4. miejsce 2020[10]

Mistrzostwa Świata Kadetów:
- 2021[11]

Olimpijski Festiwal Młodzieży Europy Kadetów:
- 2022

Mistrzostwa Europy Juniorów:
- 2022[12]

Mistrzostwa Świata Juniorów:
- 2023[13]

## Nagrody indywidualne
- 2023: MVP Superpucharu Bułgarii[14]
- 2024: MVP Superpucharu Bułgarii